# 近藤陽次 (小惑星)
近藤陽次（こんどうようじ、8072 Yojikondo）は、小惑星帯に位置する小惑星である。ハーバード大学のアガシ観測所で発見された。
NASAのゴダード宇宙センターなどで活躍した茨城県日立市生まれの宇宙物理学者で、エリック・コタニのペンネームでSF小説も執筆した近藤陽次から命名された。